# 초록황소개구리
초록황소개구리(영어: green frog)는 북미대륙 동부에 자생하는 개구리의 일종이다. 개구리과 황소개구리속에 속한다.